# Јилдирим Акбулут
Јилдирим Акбулут (тур. Yıldırım Akbulut; Ерзинџан, 2. септембар 1935 — 14. април 2021) био је турски политичар који је обављао функцију премијера Турске од 1989. године до 1991. године. У то време је био и вођа политичке партије АНАП. Претходно је био министар унутрашњих послова од 1984. године до 1987. године.